# 16250 Delbó
16250 Delbó è un asteroide della fascia principale. Scoperto nel 2000, presenta un'orbita caratterizzata da un semiasse maggiore pari a 2,3116147 UA e da un'eccentricità di 0,1486808, inclinata di 6,74759° rispetto all'eclittica.